# Rivière Florence
Pour les articles homonymes, voir Florence (homonymie).
La rivière Florence est un affluent rive droite de la rivière Bell, coulant dans la municipalité de Eeyou Istchee Baie-James (municipalité), en Jamésie, dans la région administrative du Nord-du-Québec, au Québec, au Canada.
La rivière Florence coule en zone forestière dans les cantons de Desjardins, Currie et Franquet. La foresterie constitue la principale activité économique de ce secteur. La surface de la rivière est généralement gelée du début décembre à la fin avril.
Ce bassin versant est accessible grâce à la route 113 dont le trajet est en parallèle et du côté Nord-Ouest de la partie supérieure de la rivière Bell. En remontant vers le Nord, cette route passe du côté Ouest du village de Lebel-sur-Quévillon et du lac Quévillon. Puis va vers le Nord où elle bifurque vers l’Est en passant entre le lac Esther et le lac Madeleine.

## Géographie
Les bassins versants voisins de la rivière Florence sont :
- côté nord : rivière Iserhoff, rivière Iserhoff Nord, lac Waswanipi ;
- côté est : lac Pusticamica, Rivière O'Sullivan, rivière Wetetnagami ;
- côté sud : rivière Bell, lac Quévillon ;
- côté ouest : rivière Bell, rivière Laflamme.

La rivière Florence prend sa source à l’embouchure du lac Madeleine (altitude : 321 m), au nord-est du centre de Lebel-sur-Quévillon.
La rivière Florence coule sur environ 62 km généralement vers le sud-ouest selon les segments suivants :
- vers l’ouest, jusqu’à un ruisseau (venant du sud) ;
- vers le sud-ouest en traversant, puis vers l’est, et finalement vers le sud jusqu’au chemin de fer ;
- vers le sud-ouest en traversant une zone de marais en début de segment, jusqu’à son embouchure[2].

La rivière Florence se déverse sur la rive droite de la rivière Bell au nord de la limite entre la région administrative du Nord-du-Québec et de l'Abitibi-Témiscamingue, au nord-ouest de Lebel-sur-Quévillon ;

## Toponymie
Le toponyme rivière Florence a été officialisé le 5 décembre 1968 à la Commission de toponymie du Québec.